# Waterfall Gully (Neuseeland)
Waterfall Gully ist ein Wasserfall auf der Whangaparaoa Peninsula in der Region Auckland auf der Nordinsel Neuseelands. Er liegt im Lauf eines namenlosen Bachs im Shakespear Regional Park. Seine Fallhöhe beträgt 4 Meter.
Vom umzäunten Besucherparkplatz an der Whangaparoa Road führt der Heritage Trail in fünf Gehminuten zum Wasserfall.